# マークオブエスティーム
マークオブエスティーム (Mark of Esteem) はアイルランドで生産され、イギリスとUAEで調教を受けた競走馬。ゴドルフィン初期の代表馬の一頭。

## 競走馬時代
1995年7月の未勝利戦でデビューし、この年のカルティエ賞最優秀2歳牡馬を受賞するアルハースの2着に敗れる。2走目で初勝利を挙げるが、その後故障を発生する。この故障を巡って馬主のシェイク・モハメドと調教師のヘンリー・セシルとの間で対立が表面化し、結局シェイク・モハメドがマークオブエスティームを含むすべての所有馬をヘンリー・セシル厩舎から引き揚げるという形で決着し、サイード・ビン・スルール厩舎へと転厩した。
1996年の2000ギニーで復帰し、これに勝利。重賞初勝利をG1で飾った。続くセントジェームズパレスステークスではマークオブエスティームに加え、プール・デッセ・デ・プーラン（フランス2000ギニー）優勝馬アシュカラニ、アイリッシュ2000ギニー優勝馬スピニングワールドも出走。3頭の各国2000ギニー優勝馬が揃う豪華な顔ぶれとなったが、4番人気の伏兵馬ビジューダンドが優勝するなか9頭立ての8着に沈んだ。
2か月の休みのあとセレブレーションマイル（イギリスG2）に優勝、続くクイーンエリザベス2世ステークスにも勝利した。この年のクイーンエリザベス2世ステークスにはアシュカラニやビジューダンドに加えサセックスステークス優勝馬ファーストアイランドやボスラシャムが出走しており、この強豪馬達を相手に快勝したマークオブエスティームには、国際クラシフィケーションで133ポンド、タイムフォームレーティングで137ポンドという非常に高い評価が与えられた。
次走では初のアメリカ遠征となるブリーダーズカップ・マイルに出走。1番人気に支持されたものの7着に敗れ、この年限りで引退した。

### 競走成績
| 出走日     | 競馬場           | 競走名                  | 格 | 距離 | 着順 | 騎手         | 着差     | 1着（2着）馬         |
| ---------- | ---------------- | ----------------------- | -- | ---- | ---- | ------------ | -------- | -------------------- |
| 1995.07.11 | ニューマーケット | 未勝利                  |    | 芝7f | 2着  | M.キネーン   | クビ     | Alhaarth             |
| 1995.07.28 | グッドウッド     | 未勝利                  |    | 芝7f | 1着  | W.ライアン   | 3馬身    | （Tawkil）           |
| 1996.05.04 | ニューマーケット | 2000ギニー              | G1 | 芝8f | 1着  | L.デットーリ | 短頭     | （Even Top）         |
| 1996.06.18 | アスコット       | セントジェームズパレスS | G1 | 芝8f | 8着  | O.ペリエ     | 12馬身   | Bijou d'Inde         |
| 1996.08.24 | グッドウッド     | セレブレーションマイル  | G2 | 芝8f | 1着  | L.デットーリ | 3馬身1/2 | （Bishop of Cashel） |
| 1996.09.28 | アスコット       | クイーンエリザベス2世S  | G1 | 芝8f | 1着  | L.デットーリ | 1馬身1/4 | （Bosra Sham）       |
| 1996.10.26 | ウッドバイン     | BCマイル                | G1 | 芝8f | 7着  | L.デットーリ | 8馬身3/4 | Da Hoss              |

## 種牡馬時代
故郷のダルハムホールスタッドで種牡馬入りし、ダービーステークス優勝馬サーパーシーなどを輩出している。日本では、ブルードメアサイアーとして2010年のNHKマイルカップを日本レコードで制したダノンシャンティを輩出している。

### 主な産駒
- 1998年産
  - アミーラット（1000ギニー）
- 2001年産
  - リヴェレンス（ナンソープステークス、スプリントカップ）
- 2003年産
  - サーパーシー（ダービーステークス、デューハーストステークス）
  - ブリボン（メトロポリタンハンデキャップ）

### ブルードメアサイアー（母の父）として
- 2007年産
  - ダノンシャンティ（NHKマイルカップ）
- 2011年産
  - アヴニールセルタン（プール・デッセ・デ・プーリッシュ、ディアヌ賞）
- 2013年産
  - ファインニードル（高松宮記念）
- 2014年産
  - クリスタルオーシャン（プリンスオブウェールズステークス）
  - エグザルタント（香港ヴァーズ、香港ゴールドカップ、香港チャンピオンズ&チャターカップ）
- 2020年産
  - ドックランズ（クイーンアンステークス）

## 血統表
| マークオブエスティームの血統（ミルリーフ系 / Princequillo 5×5=6.25%、Nearco 5×5=6.25%（母内）、Native Dancer 5×5=6.25%（母内）、Nasrullah 5×5=6.25%） | マークオブエスティームの血統（ミルリーフ系 / Princequillo 5×5=6.25%、Nearco 5×5=6.25%（母内）、Native Dancer 5×5=6.25%（母内）、Nasrullah 5×5=6.25%） | マークオブエスティームの血統（ミルリーフ系 / Princequillo 5×5=6.25%、Nearco 5×5=6.25%（母内）、Native Dancer 5×5=6.25%（母内）、Nasrullah 5×5=6.25%） | （血統表の出典）     | （血統表の出典）  |
| 父 Darshaan 1981 黒鹿毛 | 父の父Shirley Heights 1975 鹿毛 | Mill Reef | Never Bend           | Never Bend        |
| 父 Darshaan 1981 黒鹿毛 | 父の父Shirley Heights 1975 鹿毛 | Mill Reef | Milan Mill           |                   |
| 父 Darshaan 1981 黒鹿毛 | 父の父Shirley Heights 1975 鹿毛 | Hardiemma | *ハーディカヌート    | *ハーディカヌート |
| 父 Darshaan 1981 黒鹿毛 | 父の父Shirley Heights 1975 鹿毛 | Hardiemma | Grand Cross          |                   |
| 父 Darshaan 1981 黒鹿毛 | 父の母Delsy 1972 黒鹿毛 | Abdos | Arbar                | Arbar             |
| 父 Darshaan 1981 黒鹿毛 | 父の母Delsy 1972 黒鹿毛 | Abdos | Pretty Lady          |                   |
| 父 Darshaan 1981 黒鹿毛 | 父の母Delsy 1972 黒鹿毛 | Kelty | *ヴェンチア          | *ヴェンチア       |
| 父 Darshaan 1981 黒鹿毛 | 父の母Delsy 1972 黒鹿毛 | Kelty | *マリラ              |                   |
| 母 Homage 1989 鹿毛 | 母の父Ajdal 1984 鹿毛 | Northern Dancer | Nearctic             | Nearctic          |
| 母 Homage 1989 鹿毛 | 母の父Ajdal 1984 鹿毛 | Northern Dancer | Natalma              |                   |
| 母 Homage 1989 鹿毛 | 母の父Ajdal 1984 鹿毛 | Native Partner | Raise a Native       | Raise a Native    |
| 母 Homage 1989 鹿毛 | 母の父Ajdal 1984 鹿毛 | Native Partner | Dinner Partner       |                   |
| 母 Homage 1989 鹿毛 | 母の母Home Love 1976 鹿毛 | Vaguely Noble | *ヴィエナ            | *ヴィエナ         |
| 母 Homage 1989 鹿毛 | 母の母Home Love 1976 鹿毛 | Vaguely Noble | Noble Lassie         |                   |
| 母 Homage 1989 鹿毛 | 母の母Home Love 1976 鹿毛 | Homespun | Round Table          | Round Table       |
| 母 Homage 1989 鹿毛 | 母の母Home Love 1976 鹿毛 | Homespun | Gal I Love F-No.17-b |                   |